# Copa del Pacifico 1968
Copa del Pacifico 1968 – czwartą edycję turnieju towarzyskiego o Puchar Pacyfiku między reprezentacjami Peru i Chile rozegrano w 1968 roku.

## Mecze
| 18 sierpnia Lima |  | Peru | 1 | - | 2 | Chile |

| 21 sierpnia Lima |  | Peru | 0 | - | 0 | Chile |

## Końcowa tabela
| M | Reprezentacja | L.m. | Zw. | Rem. | Por. | Bramki | R.br. | Pkt |
| 1 | Chile         | 2    | 1   | 1    | 0    | 2:1    | +1    | 3   |
| 2 | Peru          | 2    | 0   | 1    | 1    | 1:2    | -1    | 1   |

Triumfatorem turnieju Copa del Pacifico 1968 został zespół Chile.